# セップ・クス
セップ・クス（Sepp Kuss,1994年9月13日 - ）は、アメリカ合衆国・コロラド州、デュランゴ出身の自転車選手。

## 経歴
2016年、ラリー・サイクリングにてプロキャリアスタート。
2017年、ツアー・オブ・ユタ第2ステージにてリーダージャージを着用。
2018年、チーム・ロットNL・ユンボに移籍。ツアー・オブ・ユタにて区間通算3勝をあげ、総合優勝を獲得した。

## 主な戦績

### 2018年
- ツアー・オブ・ユタ　 総合優勝、 山岳賞（第2,5,6ステージ優勝）

### 2019年
- ブエルタ・ア・エスパーニャ　区間優勝（第15ステージ）

### 2020年
- クリテリウム・デュ・ドフィネ 区間優勝（第5ステージ）

### 2021年
- ツール・ド・フランス 区間優勝（第15ステージ）

### 2022年
- ブエルタ・ア・エスパーニャ 区間優勝（第1ステージ・チームタイムトライアル）

### 2023年
- ブエルタ・ア・エスパーニャ   総合優勝（第6ステージ優勝）

### 2024年
- イツリア・バスク・カントリー  山岳賞
- ブエルタ・ア・ブルゴス  総合優勝（第3ステージ優勝）

### グランツールの総合成績
| グランツール               | 2018 | 2019 | 2020 | 2021 | 2022 | 2023 |
| -------------------------- | ---- | ---- | ---- | ---- | ---- | ---- |
| ジロ・デ・イタリア         | —    | 56   | —    | —    | —    | 14   |
| ツール・ド・フランス       | —    | —    | 15   | 32   | 17   | 12   |
| ブエルタ・ア・エスパーニャ | 65   | 29   | 16   | 8    | DNF  | 1    |